# Divize F 2020/2021
Divize F 2020/21 byla 2. ročníkem moravskoslezské Divize F, která je jednou ze skupin 4. nejvyšší soutěže ve fotbale v Česku. Tento ročník začal v pátek 7. srpna 2020 úvodními zápasy 1. kola a skončil z rozhodnutí VV FAČR dne 4. května 2021.

## Formát soutěže
V sezóně se mělo utkat 14 týmů každý s každým dvoukolovým systémem podzim–jaro, ale soutěžní ročník byl předčasně ukončen. 

## Změny proti předchozímu ročníku
- Z MSFL 2019/20 nesestoupila žádná mužstva, ale do divizních bojů se přihlásil MFK Vítkovice, sestupující z Fortuna Národní ligy.
- Z předchozího ročníku se nesestupovalo a zároveň nikdo nepostoupil z nižších soutěží.
- Do Divize E bylo přesunuto mužstvo TJ Valašské Meziříčí.

## Průběžná tabulka
Konečná tabulka při ukončení soutěže dne 4. května 2021.
| Poř. | Tým                           | Z  | V | R | P | VG | OG | B  |
| ---- | ----------------------------- | -- | - | - | - | -- | -- | -- |
| 1.   | MFK Karviná „B“               | 10 | 8 | 1 | 1 | 37 | 10 | 25 |
| 2.   | FK Bospor Bohumín             | 10 | 7 | 0 | 3 | 16 | 12 | 21 |
| 3.   | 1. BFK Frýdlant nad Ostravicí | 10 | 6 | 2 | 2 | 25 | 14 | 20 |
| 4.   | SK Dětmarovice                | 10 | 6 | 2 | 2 | 24 | 16 | 20 |
| 5.   | SFC Opava „B“                 | 9  | 6 | 0 | 3 | 24 | 13 | 18 |
| 6.   | TJ Jiskra Rýmařov             | 9  | 5 | 2 | 2 | 24 | 14 | 17 |
| 7.   | MFK Havířov                   | 10 | 5 | 1 | 4 | 22 | 20 | 16 |
| 8.   | MFK Vítkovice (S)             | 10 | 3 | 2 | 5 | 15 | 23 | 11 |
| 9.   | SK Frenštát pod Radhoštěm     | 9  | 2 | 4 | 3 | 21 | 21 | 10 |
| 10.  | FK SK Polanka                 | 10 | 3 | 1 | 6 | 11 | 18 | 10 |
| 11.  | FC Slavoj Olympia Bruntál     | 10 | 3 | 0 | 7 | 11 | 23 | 9  |
| 12.  | FK Nový Jičín                 | 10 | 3 | 0 | 7 | 7  | 27 | 9  |
| 13.  | FK Fotbal Třinec „B“          | 9  | 2 | 2 | 5 | 18 | 23 | 8  |
| 14.  | FC Heřmanice Slezská          | 10 | 0 | 1 | 9 | 10 | 31 | 1  |

- Z = Odehrané zápasy; V = Vítězství; R = Remízy; P = Prohry; VG = Vstřelené góly; OG = Obdržené góly; B = Body; (S) = Mužstvo sestoupivší z vyšší soutěže; (N) = Mužstvo postoupivší z nižší soutěže (nováček)

|  | Postup do MSFL 2021/22                            |
|  | Sestup do Přeboru Moravskoslezského kraje 2021/22 |